# Tyrrell 026
El Tyrrell 026 fue el coche con el que el equipo Tyrrell compitió en la temporada 1998 de Fórmula 1. El coche fue conducido por el brasileño Ricardo Rosset y el novato japonés Toranosuke Takagi, y fue el último coche de Tyrrell en competir en la F1.
1998 fue el último año de Tyrrell en la F1, ya que Ken Tyrrell había vendido el equipo a British American Racing antes de la primera carrera. Paul Stoddart casi había comprado el equipo antes de la adquisición de BAR, pero el trato estaba cerrado. Sin embargo, European Aviation de Stoddart patrocinó al equipo y proporcionó transporte durante la temporada.
Este automóvil es considerado histórico, tanto para la extinta escudería Tyrrell Racing como para la Fórmula 1, ya que fue el último vehículo puesto en pista por esta escudería que supo obtener dos títulos de pilotos (1971 y 1973) y uno de constructores (1971), ya que a fines de la temporada 1998, su paquete accionario fue vendido a la British American Tobacco, pasando a denominarse como British American Racing a partir de  1999. Pese a la gran inversión monetaria del patrocinador "Lefosis" a finales de año, nada se pudo hacer para que el equipo Tyrrell no desapareciese de la Fórmula 1.
Tyrrell abandonó el equipo poco después de la adquisición de BAR enojado, después de que Rosset fuera elegido para conducir junto a Takagi, en lugar del piloto de Tyrrell de 1997, Jos Verstappen. El equipo tenía un motor V10 y un chasis razonable, pero la temporada fue vista como un año de espera antes de que BAR asumiera el control en 1999. El auto conservó las alas montadas en pontones tipo torre introducidas por Tyrrell el año anterior. Las alas habían sido copiadas por otros equipos, pero fueron prohibidas a mitad de la temporada.
Ken Tyrrell prefirió retener a Verstappen, pero el nuevo director del equipo, Craig Pollock, fichó a Rosset debido a su superior dinero de patrocinio. Tyrrell estaba tan indignado por esto que abandonó el equipo antes de la primera carrera. Rosset falló el corte de clasificación del 107% en cinco ocasiones, y su actuación en Mónaco enfureció tanto a sus mecánicos que desfiguraron su scooter paddock, cambiando las letras de 'Rosset' para deletrear 'tosser'.
Rosset terminó octavo en Canadá, lo que finalmente fue el mejor resultado de la temporada para el equipo, pero estuvo en peligro de perder su asiento ante el piloto danés Tom Kristensen. En una prueba en Magny-Cours, Rosset y Takagi registraron tiempos casi iguales, con Kristensen alrededor de medio segundo más lento, aunque con un motor más viejo. Rosset dijo en 2019 que Kristensen conducía el mismo coche que él, con solo un cambio de asiento y ajustes menores. Rosset superó a Takagi en la siguiente carrera en el mismo circuito, el Gran Premio de Francia.
En las primeras carreras se utilizaron X-wings, pero fueron prohibidos después del Gran Premio de San Marino.
El equipo quedó desclasificado en el Campeonato de Constructores, sin puntos pero detrás de Minardi debido a que el equipo italiano tuvo un mejor récord final.

## Ubicaciones actuales
Los dos Tyrrell conducidos por Takagi y Rosset fueron posteriormente propiedad del holandés Frits van Eerd. Corrió con los coches de la serie EuroBOSS.
Paul Stoddart compró la mayoría de los activos del equipo, incluido el chasis 026, que formó la base de sus coches biplaza Minardi.

## Resultados

### Fórmula 1
(Clave) (negrita indica pole position) (cursiva indica vuelta rápida)

| Año     | Motor    | Neu. | N.º | Pilotos           | 1   | 2   | 3   | 4   | 5   | 6   | 7   | 8   | 9   | 10  | 11  | 12  | 13  | 14  | 15  | 16  | Puntos | Pos. |
| ------- | -------- | ---- | --- | ----------------- | --- | --- | --- | --- | --- | --- | --- | --- | --- | --- | --- | --- | --- | --- | --- | --- | ------ | ---- |
| 1998    | Ford V10 | G    |     |                   | AUS | BRA | ARG | SMR | ESP | MON | CAN | FRA | GBR | AUT | GER | HUN | BEL | ITA | LUX | JPN | 0      | NC   |
| 1998    | Ford V10 | G    | 20  | Ricardo Rosset    | Ret | Ret | 14  | Ret | DNQ | DNQ | 8   | Ret | Ret | 12  | DNQ | DNQ | DNS | 12  | Ret | DNQ | 0      | NC   |
| 1998    | Ford V10 | G    | 21  | Toranosuke Takagi | Ret | Ret | 12  | Ret | 13  | 11  | Ret | Ret | 9   | Ret | 13  | 14  | Ret | 9   | 16  | Ret | 0      | NC   |
| Fuente: |          |      |     |                   |     |     |     |     |     |     |     |     |     |     |     |     |     |     |     |     |        |      |